# Suzuki Naomichi
Suzuki Naomichi (鈴木 直道 (Linh Mộc Trực Đạo)  sinh ngày 14 tháng 3 năm 1981) là chính khách người Nhật Bản hiện đang giữ chức Thống đốc Hokkaidō. Trước đây ông từng là thị trưởng của thành phố Yūbari trong hai nhiệm kỳ liên tiếp từ năm 2011 đến năm 2019. Ông cũng từng phục vụ trong Ban Chiến lược Chủ quyền Khu vực thuộc Văn phòng Nội các và là Trưởng phòng Tổng vụ trong Sở Tổng vụ Văn phòng Thống đốc Tokyo.

## Tiểu sử
Suzuki chào đời tại thành phố Kasukabe thuộc tỉnh Saitama và lớn lên ở thành phố Misato cùng tỉnh. Ông học Trường Trung học Misato ở thành phố Misato. Thuở thiếu thời, cha mẹ ly hôn, ông sống cùng mẹ và chị gái. Thời điểm đó, ông thậm chí không thể học đại học vì điều kiện kinh tế gia đình khó khăn. Do đó, ông vừa đi học vừa nhận làm các công việc bán thời gian như nhân viên siêu thị, tiếp thị rượu, nhân viên hiệu ảnh. Năm 18 tuổi, Suzuki đã đậu Kỳ thi Tuyển dụng Công chức Thủ đô Tokyo và gia nhập Chính quyền Thủ đô Tokyo vào tháng 4 năm 1999 với tư cách là một nhân viên trong bộ máy chính quyền Tokyo. Vào tháng 4 năm 2000, ông nhập học tại Đại học Hosei và tốt nghiệp khoa luật của trường đại học năm 2004. Ở trường đại học, ông từng là đội trưởng của câu lạc bộ đấm bốc và là á quân năm 2002 tại Giải đấu Thể thao Quốc gia trong cuộc thi đấu quyền anh.
Trong thời gian làm nhân viên Tokyo, ông gia nhập Cục Y tế Công cộng Chính phủ Tokyo (hiện là Cục Y tế và Phúc lợi Thành phố Tokyo), Viện Y tế Cộng đồng Tokyo (hiện là Trung tâm Nghiên cứu An toàn và Y tế của Thủ đô Tokyo), Trung tâm Y tế Kita Thủ đô Tokyo, Cục chính sách và y tế và phúc lợi. Sau nhiệm kỳ của ông tại Phòng Kiểm soát của Bộ Y tế và Sở Y tế với tư cách là Trưởng phòng Hành chính Tổng hợp, vào tháng 1 năm 2008, ông được gửi đến Yūbari từ Tokyo với tư cách là quan chức thành phố. Năm 2010, ông được chuyển đến Văn phòng Chiến lược Chủ quyền Khu vực của Văn phòng Nội các với tư cách là Trưởng phòng Tổng vụ trong Sở Tổng vụ Tổng hành dinh Thống đốc Tokyo (hiện là Cục Kế hoạch Chính sách Chính phủ Tokyo). Trong cùng năm đó, ông tham gia vào chính quyền địa phương Yubari.
Tháng 11 năm 2010, ông cho thấy ý định tham gia cuộc bầu cử thị trưởng Yūbari và đệ đơn rời khỏi Chính quyền Thủ đô Tokyo. Ông tự thân vận động độc lập cho cuộc bầu cử thị trưởng này. Vào tháng 4 năm 2011 ở tuổi 30, Suzuki đã trở thành thị trưởng trẻ nhất từng được bầu từ bất kỳ thành phố nào trong cả nước. Ông được sự hỗ trợ từ hai đảng LDP và Komeito. Khi còn ở vị trí Thị trưởng Yūbari, Suzuki đã góp phần hồi sinh nền nông nghiệp và du lịch của thành phố. Bên cạnh đó, ông chú trọng việc giảng dạy tiếng Anh cho học sinh các cấp, và còn tình nghuyện giảm bớt tiền lương của mình khi Yūbari trong giai đoạn khó khăn.
Tháng 3 năm 2013, Suzuki Naomichi đã được bầu chọn là "Nhà lãnh đạo Toàn cầu Trẻ tuổi" bởi Diễn đàn Kinh tế Thế giới đang tổ chức Hội nghị Davos. Năm 2014, ông tham gia Bộ Tài chính với tư cách là chuyên gia thuộc Hội đồng Hệ thống Tài chính. Tháng 4 năm 2015, ông được bầu lại làm Thị trưởng Yūbari. Vào tháng 11 cùng năm, Suzuki còn được trao "Giải thưởng Trang phục Đẹp nhất" từ Hiệp hội Thời trang Nam Nhật Bản.
Ngày 29 tháng 1 năm 2019, ông tuyên bố ý định ra tranh cử mà không cần liên kết trong cuộc bầu cử thống đốc Hokkaidō sau khi hết nhiệm kỳ làm Thị trưởng. Trong một cuộc phỏng vấn, ông nói với các phóng viên rằng LDP và Komeito sẽ hỗ trợ ông. Ngày 7 tháng 4 năm 2019, lần đầu tiên ông được bầu bằng cách đánh bại ứng cử viên thống nhất đảng đối lập trong cuộc bầu cử Thống đốc Hokkaidō. Tính đến năm 2019, ông là thống đốc tỉnh trẻ nhất (tiếp theo là Yoshimura Hirofumi, thống đốc tỉnh Ōsaka). Các chính sách của ông bao gồm việc thành lập "Ủy ban Cổ vũ Hokkaidō".

## Đại dịch COVID-19
Gần đây nhất, khi tình hình dịch bệnh COVID-19 diễn biến ngày càng phức tạp, tại Hokkaidō đã có 66 ca dương tính và con số dự đoán sẽ còn tiếp tục tăng, tỉnh Hokkaidō đã trở thành nơi có nhiều ca nhiễm nhất trên toàn Nhật Bản. Suzuki đã tuyên bố tình trạng khẩn cấp vào ngày 28 tháng 2 năm 2020 và kêu gọi cư dân hạn chế ra ngoài vào cuối tuần để tránh lan nhiễm COVID-19. Đến ngày 19 tháng 3 năm 2020, ông mới tuyên bố bãi bỏ tình trạng khẩn cấp kéo dài ba tuần từ cuối tháng 2 để chuyển sang giai đoạn mới trong công tác phòng chống COVID-19.